# Tormenta sobre Peñalara, Segovia
Tormenta sobre Peñalara, Segovia es un cuadro del pintor español Joaquín Sorolla, terminado en 1906. Está realizado en óleo sobre lienzo, y tiene un tamaño de 62 x 93 cm. Se encuentra en el Museo Sorolla en Madrid. 
En el cuadro se representa un camino en primer plano con la Sierra de Guadarrama al fondo, cubierta de nubes.